# Web fosc

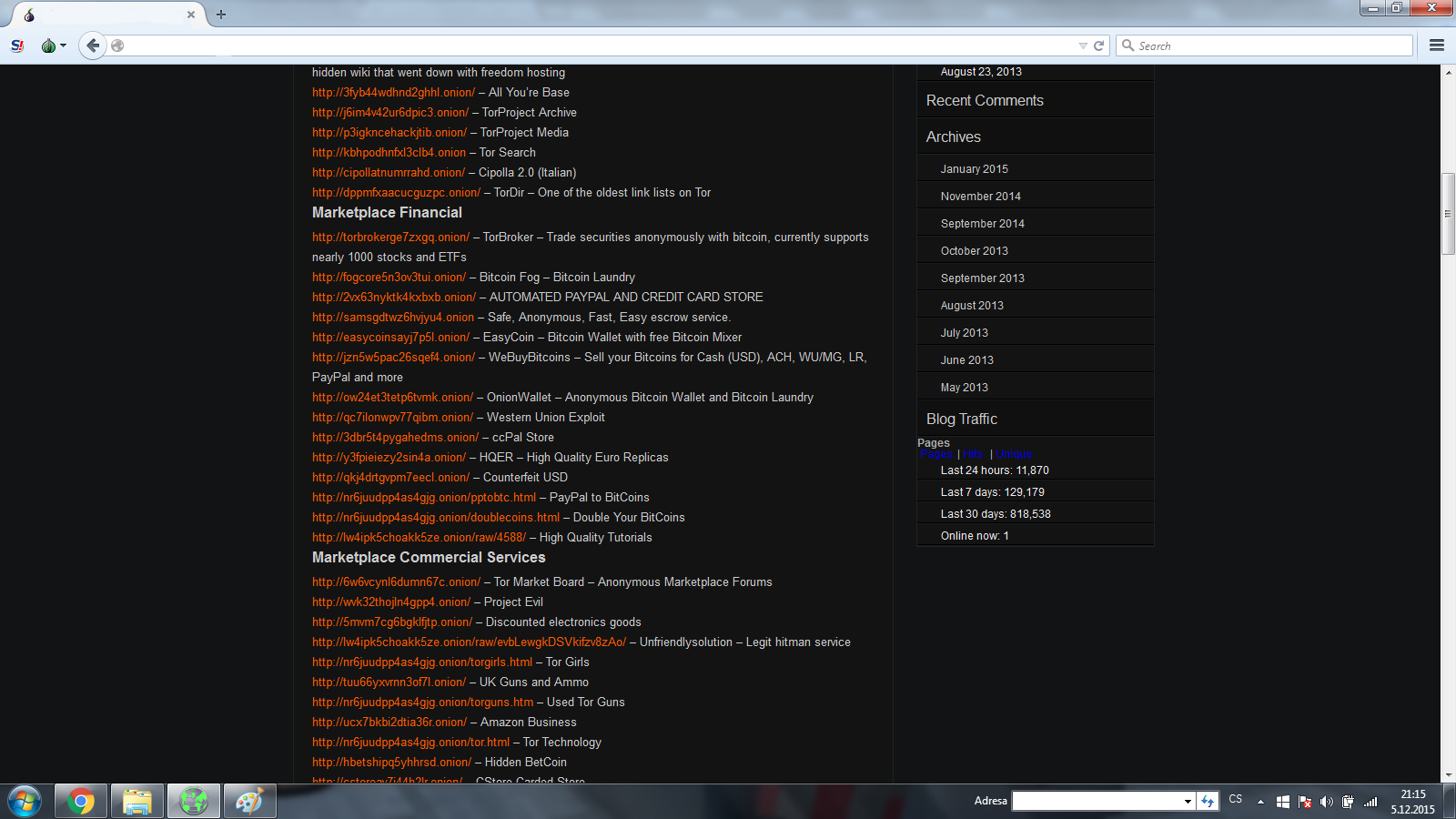
Representació del web fosc en forma de captura de pantalla.

El web fosc (en anglès dark web) és el contingut públic del World Wide Web que existeix en darknets, xarxes que se superposen a un Internet públic i requereixen de programari, configuracions o autorització específiques per accedir-hi. Forma part de l'anomenat Web profund, la part del web no indexada pels motors de cerca. Els darknets que constitueixen el DarkWeb inclouen petites xarxes friend-to-friend peer-to-peer, però, també, grans xarxes populars com Freenet, I2P, i Tor, operades per organitzacions públiques i particulars. Els usuaris de la Dark web es refereixen a la web normal com la Clearnet per la seva naturalesa sense xifrar.

## Terminologia
El web fosc forma una petita part del web profund, la part del web no indexat pels motors de cerca. Sovint, el terme "web profund" es fa servir erròniament per referir-se específicament al web fosc.

## Contingut
Un estudi de desembre del 2014 de Gareth Owen de la Universitat de Portsmouth va trobar que el tipus més comú de sol·licitud de contingut a la xarxa Tor era la pornografia infantil, seguit pel mercat negre, mentre que els llocs individuals amb més trànsit estaven dedicats a operacions botnet. Hi són presents molts llocs web de filtratge il·legal d'informació, així com fòrums de discussió política. Són nombrosos els llocs web clonats i altres llocs fraudulents, on molts hackers venen els seus serveis de forma individual o com a part de grups. Hi ha informes de micromecenatge per assassinats i sicaris a sou. Llocs associats a Bitcoin, serveis relacionats amb frau i serveis de compra per catàleg són alguns dels més prolífics.
Els mercats comercials del Web fosc, que intervenen les transaccions de drogues il·legals i altres béns, van atreure una cobertura mediàtica significativa a partir de la popularitat de Silk Road i el seu posterior decomís per part de les autoritats legals. Altres mercats venen exploits de software i armes.

### Botnets
Els botnets estan estructurats sovint amb servidors de comandament i control basats en un servei ocult resistent a la censura, creant una gran quantitat de trànsit de bots.

### Serveis de Bitcoin
Els serveis de Bitcoin, com els tumblers, solen estar disponibles a Tor, i alguns, com ara els Grams, ofereixen integració al mercat de darknet. Un estudi de recerca realitzat per Jean-Loup Richet, investigador de l'ESSEC, i realitzat a l'Oficina de les Nacions Unides contra la Droga i el Delicte, va destacar les noves tendències en l'ús dels Bitcoin tumblers per al blanqueig de diners. Un dels usos més comuns era utilitzar un servei de canvi de moneda digital que convertia Bitcoins en monedes de joc en línia (com ara monedes d'or en World of Warcraft) que es tornarien a convertir més tard en diners.

### Els mercats de la darknet
Els mercats comercials de la darknet, que medien les transaccions per drogues il·legals i altres béns, van atraure una significativa cobertura mediàtica començant per la popularitat de Silk Road i Diabolus Market i la seva posterior confiscació per part de les autoritats legals. Altres mercats venen exploits de software i armament. S'ha intentat examinar les diferències de preu en els mercats de la xarxa fosca versus els preus en la vida real o a través de la World Wide Web, així com s'han realitzat estudis sobre la qualitat de les mercaderies rebudes a través del web fosc. Un d'aquests estudis es va realitzar sobre la qualitat de les drogues il·legals que es troben en Evolution, un dels criptomercats més populars, actiu des de gener del 2013 fins a març del 2015. Un exemple dels descobriments analítics inclou que la informació digital, com ara els mètodes d'ocultació i el país de procedència, semblen precisos, "però s'ha trobat que la puresa de les drogues il·lícites es diferent a la informació indicada en els seus respectius informes".

### Grups de pirateig i serveis
Diversos pirates informàtics venen els seus serveis individualment o com a part de grups. Aquests grups inclouen xDedic, hackforum, Trojanforge, Mazafaka, dark0de i el mercat de la xarxa fosca TheRealDeal. Alguns han estat coneguts per rastrejar i extorsionar pedòfils. També s'han ofert crims cibernètics i serveis d'hacking a institucions financeres i bancs a través del web fosc. S'han realitzat diversos intents de supervisió d'aquestes activitats a través de diverses organitzacions governamentals i privades, i es pot consultar un examen de les eines utilitzades a la revista Procedia Computer Science. L'ús d'atacs DNS Distributed Reflection Denial of Service (DRDoS) també s'han fet mitjançant el web fosc. Molts grups d'hackers com Code:Green també recluten pirates informàtics en funció de les seves habilitats. Hi ha presents, també, molts llocs web .onion que es dediquen a estafar proporcionant descàrregues infectades amb troians o el mètode backdoor.

### Serveis de frau
Hi ha nombrosos fòrums de targetes, llocs web de comerç PayPal i de Bitcoins, així com serveis de frau i falsificació. Molts d'aquests llocs són estafes.

### Enganys i contingut sense verificar
Hi ha diversos informes sobre assassinats subvencionats per petites aportacions de diners de moltes persones i sicaris de lloguer, tot i això, es creu que són estafes. El creador de Silk Road va ser arrestat per investigacions de Seguretat Nacional (HSI) pel seu lloc web i suposadament haver contractat un sicari per matar a sis persones, encara que els càrrecs van ser retirats posteriorment.
Existeix una llegenda urbana que diu que es poden trobar assassinats en directe al web fosc. El terme "Red Room" s'ha creat a partir de l'animació japonesa i la llegenda urbana del mateix nom. Tanmateix, diverses evidències apunten cap a que totes les instàncies informades son falses.
El 25 de juny de 2015, un pertorbador joc indi, "Sad Satan", va ser ressenyat per els Youtubers Obscure Horror Corner, els quals van afirmar haver-lo trobat a través del web fosc. Diverses incoherències en el reportatge posen en dubte la versió informada dels esdeveniments.

### Pesca informàtica i estafes
La pesca informàtica (phishing) a través de llocs web clonats i altres llocs fraudulents són nombrosos, amb mercats darknet sovint anunciats amb urls fraudulents.

### Puzzles
Puzzles com el Cicada 3301 i successors a vegades usen serveis ocults per proporcionar de forma més anònima pistes, sovint augmentant l'especulació sobre la identitat dels seus creadors.

### Pornografia il·legal
Hi ha accions regulars d'aplicació de la llei contra els llocs que distribueixen la pornografia infantil, sovint comprometent el lloc distribuint programari maliciós als usuaris. Aquests llocs web utilitzen sistemes complexos de guies, fòrums i normes comunitàries. Un altre contingut inclou la tortura sexualitzada, la matança d'animals i la venjança pornogràfica.

### Terrorisme
Hi ha certs llocs web reals i fraudulents que afirmen ser utilitzats per ISIL (ISIS), incloent-hi un fals que es va confiscar a l'operació Onymous. Seguidament als atacs terroristes de París de novembre de 2015, un lloc web real va ser piratejat per un grup anomenat GhostSec d'hackers afiliats al grup Anonymus i reemplaçat per un anunci de Prozac. Es va trobar que el grup islamista Rawti Shax estava operant a la web fosca alhora.

### Xarxes socials
Dins del Web Fosc existeixen plataformes socials emergents similiars a aquelles de la World Wide Web. Facebook i altres xarxes socials tradicionals han començat a fer versions dels seus llocs web al Web Fosc per donar resposta als problemes associats amb les plataformes tradicionals i poder així, continuar el seu servei en tots els àmbits de la World Wide Web.

## Comentari
Encara que gran part de la dark web és innòcua, alguns fiscals i agències governamentals, entre d'altres, estan preocupats per la possibilitat que es converteixi en un refugi per a l'activitat delictiva. El 2014, el periodista Jamie Bartlett, en el seu llibre "The Dark Net" fa servir la dark net i la dark web per descriure una varietat de subcultures, inclosos racistes en xarxes socials, camgirls, comunitats de persones que s'autolesionen, mercats de drogues de la darknet, criptoanarquistas i transhumanistes.